# Löningen
Löningen là một thị xã ở huyện Cloppenburg, trong bang Niedersachsen, nước Đức. Đô thị Löningen có diện tích 143 km². Đô thị này nằm bên sông Hase, cự ly khoảng 25 km về phía tây nam của Cloppenburg.